# Vitamine A

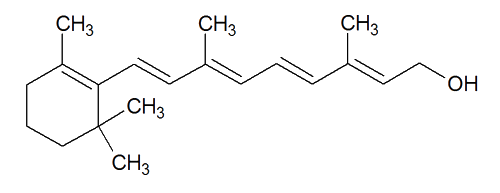
Rétinol.

Rétinal.

Trétinoïne (acide tout-trans-rétinoïque).

La vitamine A est une vitamine liposoluble.
Dans l'organisme, elle existe sous forme de rétinol, de rétinal, d'acide rétinoïque (trétinoïne) et de phosphate de rétinyle. Ces molécules sont altérées par l'oxygène de l'air, altérations accélérées par la lumière et la chaleur.
Les aliments d'origine animale (viandes, produits laitiers et surtout foie) contiennent du rétinol et des esters de rétinol alors que les végétaux contiennent essentiellement des carotènes qui sont des précurseurs du rétinol. Une molécule de bêta-carotène, par hydrolyse de la liaison 15-15′ sous l'influence d'un caroténoïde mono-oxygénase (β-carotène 15,15′ mono-oxygénase), donne deux molécules de vitamine A. Par contre, les deux autres carotènes (alpha et gamma) ne donnent naissance qu'à une seule molécule de vitamine A.
Les besoins quotidiens en vitamine A pour un adulte sont estimés à 2 400 UI (femme, femme enceinte exceptée) ou à 3 400 UI (homme) soit de 0,7  à   1 mg environ.
Une unité internationale de vitamine A correspond à 0,3 μg de rétinol. Le rétinol est considéré comme l'unité de base, le rétinol-équivalent, ce qui permet de comparer l'activité vitaminique des différents dérivés de la vitamine A.
La vitamine A est impliquée dans la croissance des os et la synthèse de pigments de l'œil. Le rétinol est parfois utilisé dans le traitement des acnés sévères.

## La vitamine A et la vision
Un sévère déficit en vitamine A peut provoquer une cécité ; il se manifeste par une peau pâle et sèche. Si elle est prolongée, la carence en vitamine A peut être mortelle, tout comme une surdose : le foie de certains animaux, comme celui de l'ours polaire, peut contenir une dose de vitamine A potentiellement toxique pour un être humain.
La vitamine A est une vitamine importante pour la vision. Grâce à ses différentes formes (rétinol/rétinal all-trans/9-cis/11-cis ; correspondantes à une isomérie de la chaîne isoprénique) aussi appelés vitamères, elle intervient pour former une photopile dans les cellules nerveuses de l'œil : les bâtonnets. Avec l'opsine, le rétinal 11-cis forme la rhodopsine où l'atome d'oxygène est remplacé par un azote protoné lié au reste de la protéine. Les doubles liaisons forment un système conjugué qui absorbe un photon pour se déplier, devenant tous-trans. Le proton lié à l'azote au bout du système conjugué est alors transporté à travers la protéine et déclenche l'influx nerveux. La protéine devient la métarhodopsine II qui se dissocie en opsine et en rétinal all-trans. Après action d'une enzyme appelée déshydrogénase, le rétinal all trans est transformé en rétinol all trans, subit l'action d'une isomérase et enfin d'une seconde déshydrogénase, pour redonner du rétinal 11-cis et boucler ainsi le cycle visuel.
On trouve de grandes quantités de vitamine A dans le lait, les œufs et le foie. La provitamine A se retrouve dans les carottes, les abricots, les kakis ou les épinards.

## La vitamine A et la peau
Consommer des aliments riches en vitamine A, comme le foie, la carotte, le melon, l'abricot, la pêche jaune ou la mangue, permettrait, d'obtenir un teint hâlé (brun) tout en favorisant l'hydratation de la peau. Elle stimulerait la production de mélanine qui est le pigment responsable de la couleur de la peau.

## Teneur en vitamine A des aliments
Le tableau ci-dessous donne une simplification (certains aliments et modes de préparation/cuisson sont omis) du classement des aliments riches en rétinol et bêta-carotènes fournit par l'Anses,
| Provitamine A (Bêta-carotène)                  | Provitamine A (Bêta-carotène) | Vitamine A (Rétinol)     | Vitamine A (Rétinol)      |
| Aliment                                        | Teneur moyenne (mg/100 g)     | Aliment                  | Teneur moyenne (mg/100 g) |
| ---------------------------------------------- | ----------------------------- | ------------------------ | ------------------------- |
| Kombu ou kombu japonais, séchée ou déshydratée | 393                           | Huile de foie de morue   | 30                        |
| Wakamé, séchée ou déshydratée                  | 104                           | Foie d'oie, cru          | 20,4                      |
| Carotte, déshydratée                           | 34                            | Foie de volaille, cuit   | 18,7                      |
| Dulse, séchée ou déshydratée                   | 15,7                          | Foie de veau, cru        | 13,8                      |
| Carotte, surgelée, crue                        | 12,8                          | Foie de canard, cru      | 12                        |
| Fucus vésiculeux, séché ou déshydraté          | 12,4                          | Foie de dinde, cuit      | 10,8                      |
| Patate douce, cuite                            | 10,5                          | Foie de porc, cru        | 10,3                      |
| Épinard, surgelé, cuit                         | 7,24                          | Foie de poulet, cru      | 8,49                      |
| Poivron rouge, sauté/poêlé sans matière grasse | 7,12                          | Foie de génisse, cuit    | 7,73                      |
| Potiron, appertisé, égoutté                    | 6,94                          | Foie gras (canard), cuit | 5,4                       |
| Haricot de mer, séchée ou déshydratée          | 6,62                          | Foie de morue, cru       | 5,1                       |
| Chou frisé, cru                                | 5,93                          | Foie de lapin, cru       | 4,53                      |
| pissenlit, cru                                 | 5,85                          | Terrine de canard        | 4,35                      |
| Macédoine de légumes, appertisée, égouttée     | 5,67                          | Pâté de lapin            | 4                         |
| Potimarron, pulpe, bouilli/cuit à l'eau        | 5,31                          | Anguille, crue           | 1,28                      |
| Laitue romaine, crue                           | 5,23                          | Anguille, crue           | 1,28                      |
| Persil, frais                                  | 5,05                          | Jaune d'oeuf, en poudre  | 0,904                     |
| Marjolaine, séchée                             | 4,81                          | Beurre à 80% MG, salé    | 0,887                     |

Il est important de noter que selon l'Anses, 6 mg de bêta-carotène ont la même activité que 1 mg de rétinol et que classiquement, il est conseillé qu'environ 60% de l'apport soit sous forme de caroténoïdes (donc les deux colonnes ne sont pas facilement comparables).

## Métabolisme de la vitamine A

### Absorption
L'absorption se fait par l'intestin et nécessite la présence de graisses et de sels biliaires. 
La thyroxine la favorise.

### Stockage
Le stockage s'effectue presque uniquement dans les cellules stellaires (autrement appelées cellules de Ito) du foie, beaucoup plus accessoirement dans les capsules surrénales, les testicules, les ovaires et les reins.

### Taux sanguin
La rétinolémie est normalement comprise entre 100 et 120 U.I. par litre dans le sérum. En réalité, ce taux peut subir des élévations passagères, en rapport avec les ingestions alimentaires.
Au-dessous de 70 U.I., on peut admettre une carence. Cependant, le taux sanguin n'est pas un reflet fidèle du taux viscéral, hépatique en particulier. La protéine transporteuse est le RBP4 ((en) retinol binding protein 4).

### Excrétion
L’excrétion est nulle chez l'individu sain, elle peut apparaître dans l'urine au cours de certaines maladies (pneumonie, néphrite, diabète, anémie), toujours avec albuminurie.

### Métabolisme des carotènes
L'hydrolyse des carotènes avec production de rétinol se ferait classiquement sous l'influence d'une enzyme d'origine hépatique, la caroténase. En fait la transformation des carotènes a avant tout un siège intestinal et le rôle du foie, en tout cas secondaire, n'est pas établi.

## Carence en vitamine A

### Besoins quotidiens
Pour l'adulte sain, les besoins quotidiens sont de l'ordre de 2 500 à 5 000 U.I..
Ces besoins peuvent être accrus au cours de certaines circonstances physiologiques.
Pour l'enfant, ils sont généralement de 2 000 à 4 500 U.I. de 1 à 12 ans et, pour l'adolescent, de 5 000 à 6 000 U.I. de 13 à 20 ans.
Pendant la grossesse et l'allaitement, l'apport quotidien doit atteindre 6 000 à 8 000 U.I..

### Causes de la carence
La carence d'apport est, le plus souvent, responsable de l'hypovitaminose A, en particulier chez le nourrisson soumis à un régime sans lait. Les adultes peuvent également souffrir d'un apport insuffisant lorsqu'ils se soumettent à des régimes stricts, éliminant de leur diététique : laitages, œufs, graisses, légumes verts ou autres légumes (carottes, pommes de terre douces, poivrons, citrouille...) et de fruits (melons cantaloups, mangues et abricots).
À côté de cette carence d'apport il existe également une carence d'utilisation, car le métabolisme de la vitamine A exige l'intégrité des fonctions hépatiques et intestinales. De plus, les troubles du transit intestinal inhibent la transformation du bêta-carotène en vitamine A.

### Symptômes de la carence
Les premiers signes de la carence sont la photophobie et la cécité crépusculaire. Il s'ajoute rapidement des troubles divers portant sur la croissance, entraînant la dédifférenciation des épithéliums avec diminution de la résistance aux infections et affectant certaines glandes endocrines et les divers métabolismes.

### Géographie de la carence
En raison de la pauvreté ou d'une alimentation devenue trop industrielle, la population la plus carencée a fortement augmenté dans les pays pauvres du sud. Vers 1995, ces carences causaient des cécités, et une morbidité et mortalité accrues chez environ 200 millions d'enfants. Dans le monde, annuellement, 250 000 à 500 000 enfants devenaient aveugles, 2⁄3 mourant quelques mois plus tard.

## Surdosage en vitamine A
Ils sont beaucoup plus rares et d'origine volontaire (supplémentation excessive). Ils peuvent se compliquer d'une hypertension portale. Le diagnostic est essentiellement fait par l'interrogatoire, le dosage du rétinol sanguin ne reflétant pas l'état des stocks.
Le surdosage en vitamine A peut également être responsable d'hypercalcémies.
"La toxicité chronique en vitamine A se manifeste cliniquement par une peau sèche et qui démange, de l'anorexie, des maux de tête et des douleurs osseuses/articulaires. Les symptômes toxiques sont considérés comme peu fréquents à des doses inférieures à 100 000 UI/jour [30000 µg/jour], mais ont été signalés chez les adultes avec des apports de 20 000 à 50 000 UI/jour [6000-15000 µg/jour]."

## Indications thérapeutiques de la vitamine A
L'administration de la vitamine A est indiquée non seulement au cours des symptômes de carence mais aussi contre certains troubles métaboliques et en cas de prédisposition aux infections.

La vitamine A est également utile à titre prophylactique lors de circonstances physiologiques qui en accroissent les besoins (grossesse car risque d'effet tératogène, allaitement, syndrome prémenstruel) mais aussi dans d'autres circonstances telles que : retard de croissance, diminution de la résistance aux infections, photophobie, héméralopie, xérophtalmie, kératomalacie, ichtyose, kératose pilaire, hyperkératose, acné, cheveux secs, ternes et cassants.
Cependant, elle possède des mises en garde, par exemple lors de grossesses, du fait de malformations de l'enfant (effet tératogène) constatées sur des femmes ayant pris trop de vitamine A.
La supplémentation systématique chez l'enfant, dans les pays où le déficit est endémique, montre une réduction de la mortalité. Par contre, elle semble être inefficace, et peut-être même délétère chez les filles, lorsque la vitamine A est administrée chez le nouveau-né.
Des recherches menées conjointement par des chercheurs chinois (Université de Chongqing) et canadiens (Université de la Colombie-Britannique) ont montré, sur l'animal, qu’en cas de carence en vitamine A, les rongeurs sont davantage affectés par la formation de plaques amyloïdes, caractéristiques de la maladie d’Alzheimer, et par des troubles cognitifs, concernant en particulier la mémoire.